# Accor

Штаб-квартира в Исси-ле-Мулино

Accor — французская компания, один из крупнейших международных гостиничных операторов. Компания основана в 1967 году. Штаб-квартира находится Исси-ле-Мулино (пригород Парижа).
Группа Accor объединяет более 5000 отелей и 10 000 ресторанов, кафе и баров в 110 странах мира. В портфолио группы входит более 45 брендов, включая: Sofitel, Fairmont, Pullman, Novotel, Mercure, ibis, Adagio, Swissôtel, Raffles, HotelF1 и другие.

## История
В 1967 году Поль Дюбрюль и Жерар Пелиссон открыли свою первую гостиницу под названием Novotel возле автотрассы близ Лилля. Следующие гостиницы Novotel, относившиеся к средней ценовой категории, открывались вдоль автотрасс, а также в аэропортах и курортных центрах. В 1974 году была основана двухзвёздная сеть гостиниц Ibis. В 1975 году была куплена сеть отелей Mercure, которые располагались в деловых центрах крупных городов. К концу 1970-х годов сеть Дюбрюля и Пелиссона насчитывала 240 гостиниц в Европе, Африке, Южной Америке и на Дальнем Востоке. В 1979 году компания вышла на рынок США, однако, без особого успеха.
В 1980 году была куплена доля в компании Jacques Borel International, владевшей сетью отелей Sofitel, а также крупной сетью ресторанов. В 1982 году она была поглощена полностью, тогда же была создана компания Accor, объединившая все сети партнёров; Accor вошла в десятку крупнейших в мире операторов гостиниц. В 1983 году начала развиваться сеть ресторанов Pizza del Arte. Для подготовки персонала в 1985 году была открыта академия Accor; как и штаб-квартира компании, она разместилась в городе Эври (пригород Парижа). Также в 1985 году была основана сеть минималистских гостиниц Formule 1. В середине 1980-х годов была куплена компания Africatours, крупнейший туроператор, специализировавшийся на Африке.
В 1990 году за 1,3 млрд долларов была куплена американская сеть бюджетных гостиниц Motel 6. В 1991 году ресторанное подразделение было выделено в самостоятельную компанию Bercy Management. В 1992 году компания стала держателем контрольного пакета Compagnie Internationale des Wagons-Lits; эта компания имела интересы в железнодорожных пассажирских перевозках, гостиничном и туристическом бизнесе. В 1993 году был приобретен контрольный пакет акций венгерской компании Pannonia, с этого начался выход Accor на рынки стран Восточной Европы. В марте 1994 году туристическое подразделение было объединено с компанией Carlson Travel Network в совместное предприятие Carlson Wagonlit Travel. К середине 1990-х годов рост компании замедлился. Новой стратегией стала продажа зданий гостиниц, но при этом Accor оставалась их оператором. В конце 1990-х годов была приобретена американская сеть гостиниц Red Roof Inn. Компания закончила 2000 год с выручкой 7 млрд евро.
В 2007 году был создан бренд аппартаментов с обслуживанием Adagio. Также в 2007 году была продана сеть Red Roof Inn, в 2011 году — Compagnie Internationale des Wagons-Lits, а в 2012 году — Motel 6. В 2010 году подразделение ваучеров было выделено в самостоятельную компанию Edenred.
В декабре 2015 года Accor сообщила, что приобрела за 2,9 млрд долларов США канадскую компанию FRHI Hotels & Resorts, владеющую люксовыми отелями брендов Fairmont, Raffles и Swissotel. При покупке 840 млн долларов Accor заплатила наличными, а остальное возместилось эмиссией 46,7 млн акций в пользу Qatar Investment Agency — владельцев FRHI. Крупнейшими акционерами объединённой компании стали QIA и Kingdom Holding c долями 10,5 % и 5,8 %, соответственно. Себастьян Базен указал, что приобретение сделало Accor «лидером на глобальном рынке отелей класса люкс».
В марте 2017 года Accor и Rixos Hotels на паритетных началах создали совместное предприятие. Accor интегрировала в свою сеть 15 курортных отелей партнёра в Турции, ОАЭ, Египте, Европе и в Красной Поляне. Ещё пять гостиниц ожидал ребрендинг. Через некоторое время Rixos Hotels передала три строящихся, на момент соглашения, в Дубае, Абу-Даби и на Мальдивах.
В 2018 году были куплены сети Mantra Group (134 гостиницы) и Mövenpick Hotels & Resorts (84 гостиницы).

## Собственники и руководство
По состоянию на 2024 год крупнейшими акционерами были британская инвестиционная компания Parvus Asset Management Europe (10,5 %), китайская государственная туристическая компания Jin Jiang International (9,6 %), суверенные фонды Катара (Qatar Investment Authority, 9,24 %) и Саудовской Аравии (Kingdom Holding Company, 6,77 %). Значительные доли также имели американские инвестиционные компании Pzena Investment Management (5,95 %) и Harris Associates (5,15 %), шанхайскому комитету по управлению госимуществом принадлежало 3,21 % акций.
Себастьян Базен (Sébastien Bazin, род. 9 ноября 1961 года) — председатель совета директоров и генеральный директор с 2013 года. Ранее возглавлял европейское подразделение американской инвестиционной группы Colony Capital.

## Деятельность
Сеть группы Accor по состоянию на 2023 год насчитывала 5584 отелей общей вместимостью 821 тыс. номеров. В отелях под брендами группы работало 330 тыс. человек. Отели делятся на три категории:
- класс люкс — 978 отелей под названиями Raffles, Fairmont, Sofitel, Pullman, MGallery, Swissotel, Grand Mercure, Mövenpick, The Sebel и Rixos;
- средний уровень — 1732 отеля под названиями Novotel, Novotel Suites, Mercure, adagio, Mama Shlter и Tribe;
- эконом-класс — 2826 отелей под названиями ibis, ibis Styles, ibis budget, adagio access, hotelF1, Formule 1, Jo&Joe, Breakfree и Greet.

Распределение отелей по регионам: Европа и Северная Африка — 3152 отеля (357 970 номеров), Азиатско-Тихоокеанский регион — 1544 отеля (278 429 номеров), Ближний Восток и Африка — 334 отеля (82 193 номера), Америка — 554 отеля (102 926 номеров).
Из общего числа отелей в 2023 году 110 были собственными или арендованными, 2300 находились под управлением группы, остальные 3174 использовали бренды группы по договору франчайзинга. Общий оборот отелей под брендами группы в 2023 году составил 27 млрд евро. Выручка Accor составила около 5 млрд евро. Средняя загруженность отелей составляла 66 %, средняя стоимость номера — 110 евро.

### Accor в регионе Европы и Азии
Группа Accor присутствует в регионе Восточной Европы, Закавказья и Средней Азии с 1992 года, демонстрируя впечатляющие темпы роста. С 2006 года генеральным директором Accor в данном регионе является Алексис Деларофф.
В настоящий момент в регионе представлены отели 14 брендов группы Accor различных сегментов, от «люкс» до «эконом»: Fairmont, SO/, Rixos, Pullman, Swissôtel, Mövenpick, Novotel, Novotel Living, Mercure, by Mercure, Adagio, ibis Styles, ibis и ibis budget. Широкая география присутствия отелей Accor является неоспоримым конкурентным преимуществом компании.
Отели Accor представлены в Алматы, Нур-Султане, Актобе, Щучинске, Шымкенте, Туркестане и Актау (13 отелей в Казахстане), Ташкенте, Бухаре и Самарканде (3 отеля в Узбекистане), Тбилиси и Батуми (11 отелей в Грузии), Баку (3 отеля в Азербайджане), Ереване (1 отель в Армении) и Бишкеке (1 отель в Кыргызстане). В России более 50 отелей Группы расположены в 23 городах от Калининграда до Владивостока. Для бронирования отелей доступен локальный сайт.
В настоящий момент Группа Accor занимает лидирующее место среди международных гостиничных операторов, присутствующих в регионе, по количеству управляемых отелей.
Текущий план развития Группы в регионе подразумевает подписание и открытие новых отелей в Грузии, Азербайджане, Казахстане, Узбекистане, Армении, Кыргызстане и Таджикистане. В течение ближайших нескольких лет в Закавказье и Азии будет открыто ещё более 20 новых объектов:
- В ближайшие годы ожидается открытие новых отелей Группы в Узбекистане: в столице под брендами ibis, Mövenpick[19] и Swissôtel[20], в Хиве под брендом Mercure[21] и курортный Swissôtel на озере Чарвак[22]. Также запланировано открытие нового отеля ibis[23] на территории Alfraganus Mall[24] — одного из крупнейших в Средней Азии торгово-развлекательных комплексов под открытым небом. Ещё один отель под брендом ibis Styles[25] откроется в непосредственной близости от Международного аэропорта Ташкента.
- Гостиничный рынок Армении пополнится отелем бренда Mövenpick в Ереване и на курорте Цахкадзор[26].
- В Баку ожидается открытие нового Mövenpick Winter Park Baku[27].
- Несколько новых проектов откроется и в Грузии: на карту Accor добавятся новые объекты на Черноморском побережье в Батуми и Кобулети, среди которых Handwritten Batumi[28], Mercure Batumi[29], Novotel Living Batumi[30], Pullman Residences Batumi[31] и Mövenpick в Кобулети[32].
- В Кыргызстане запланирован к открытию роскошный Swissôtel[33] на северном побережье озера Иссык-Куль близ села Кош-Коль.
- В Казахстане Accor добавит на карту своего присутствия несколько новых городов, включая Павлодар[34] и Шымкент[35].

### AccorLocal
В декабре 2017 года AccorHotels запустила глобальную программу AccorLocal. Смысл программы в развитии отношений с горожанами и местными предпринимателями. Таким образом гости отелей могут заказывать услуги у предпринимателей, например, о доставке купленных товаров в отель; предприниматели могут арендовать свободные конференц-залы для занятий йоги или коворкинга.
Взаимодействие между сторонами производится через специальное приложение для смартфонов.
Приоритет при расширении набора услуг компания AccorHotels ставит сохранение покоя и приватности постояльцев; то есть доступ внешних пользователей услуг только к общественным пространствам. При возможности это происходит уже на этапе проектирования здания отеля.

## Отели

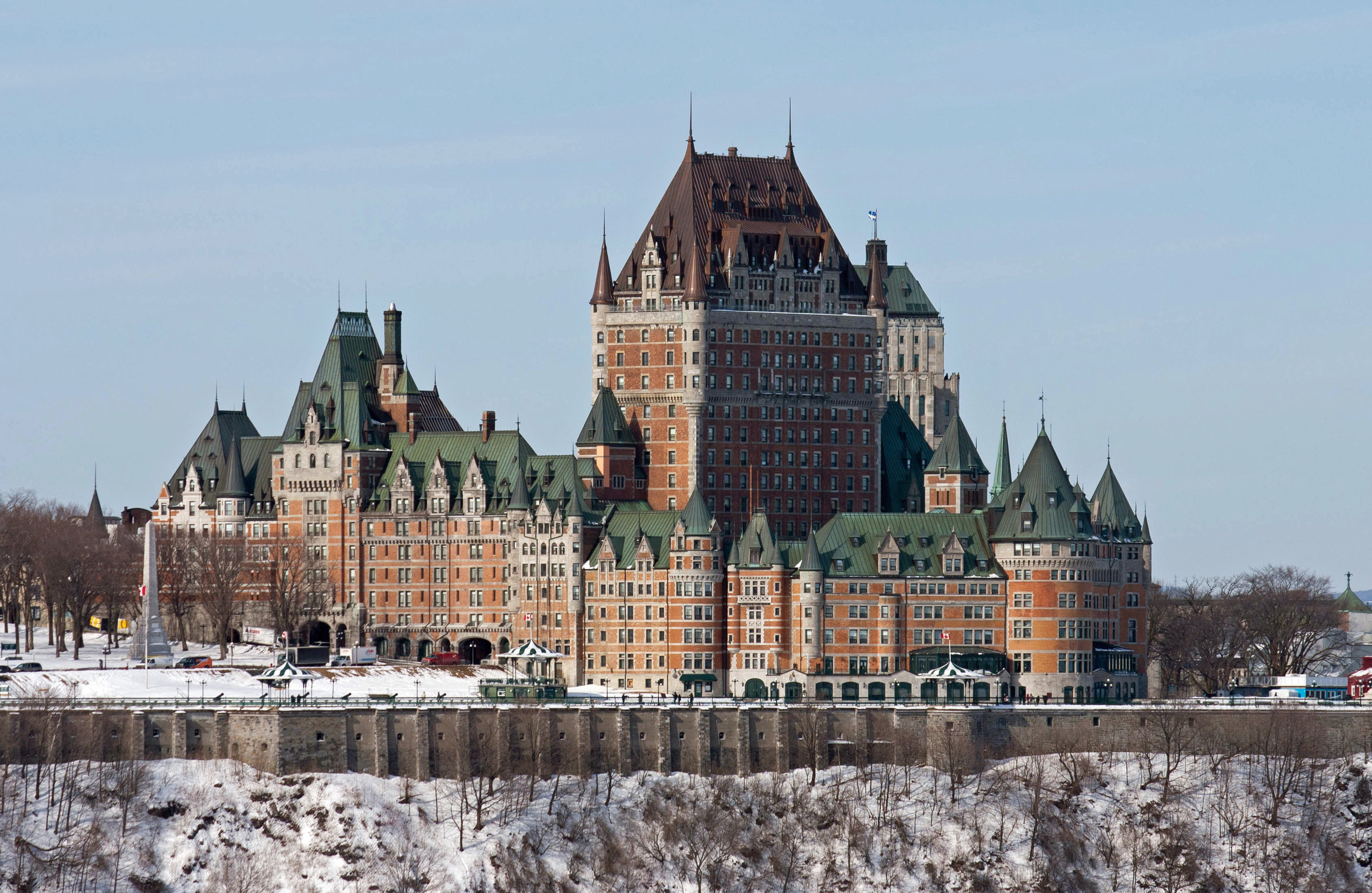
Отель Fairmont Шато-Фронтенак в Канаде
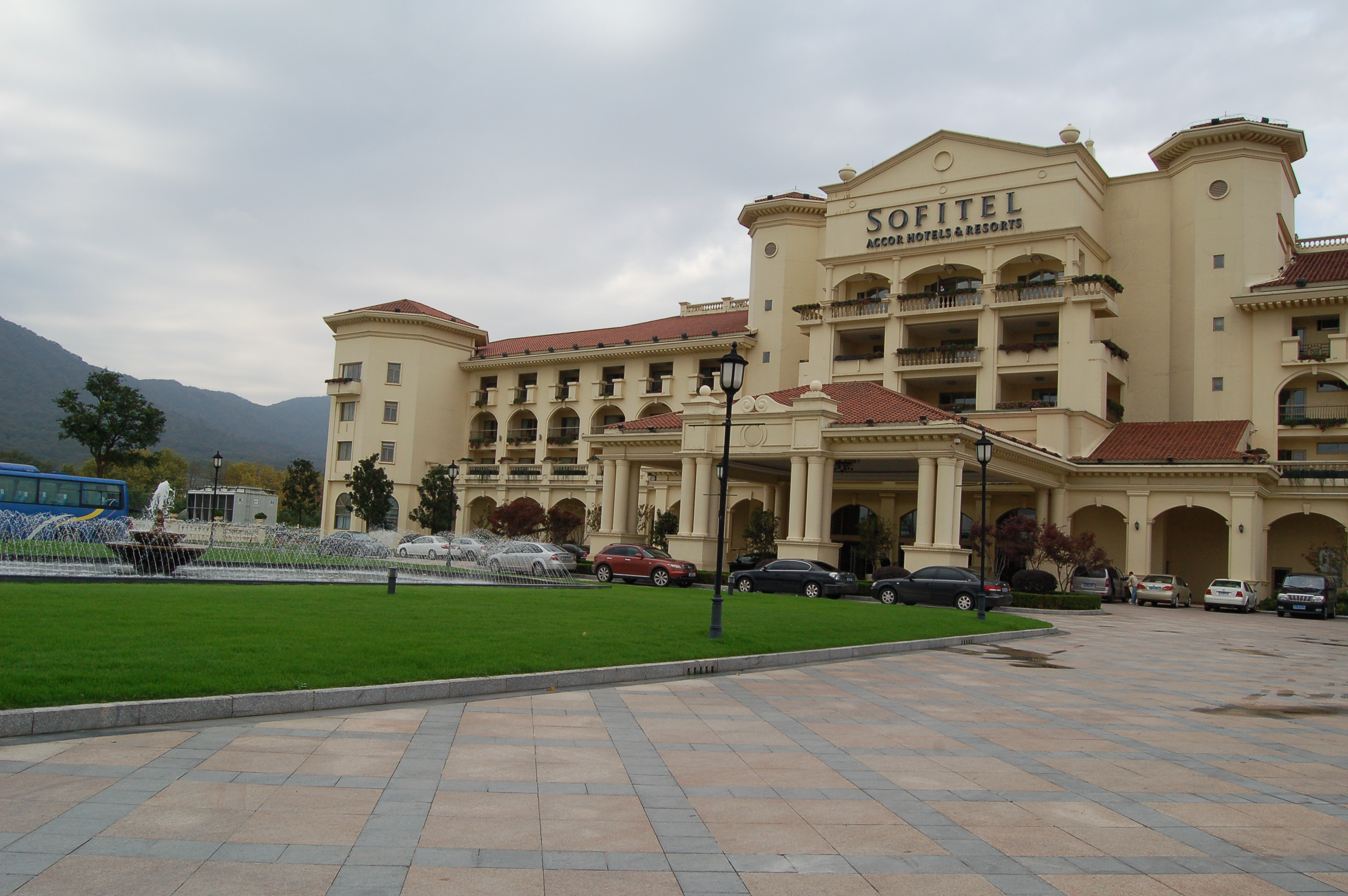
Отель Sofitel в Нанкине
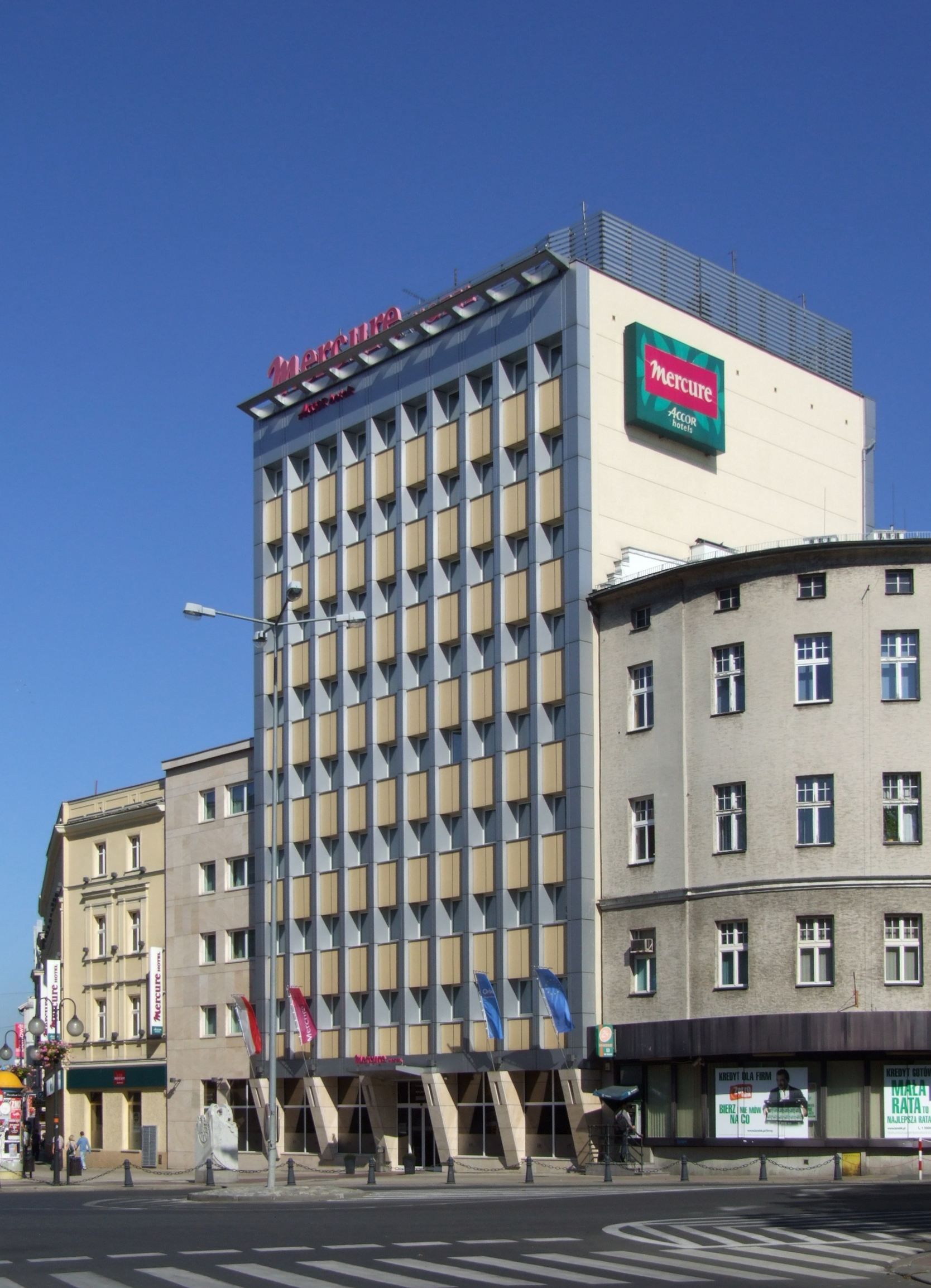
Mercure в городе Ополе
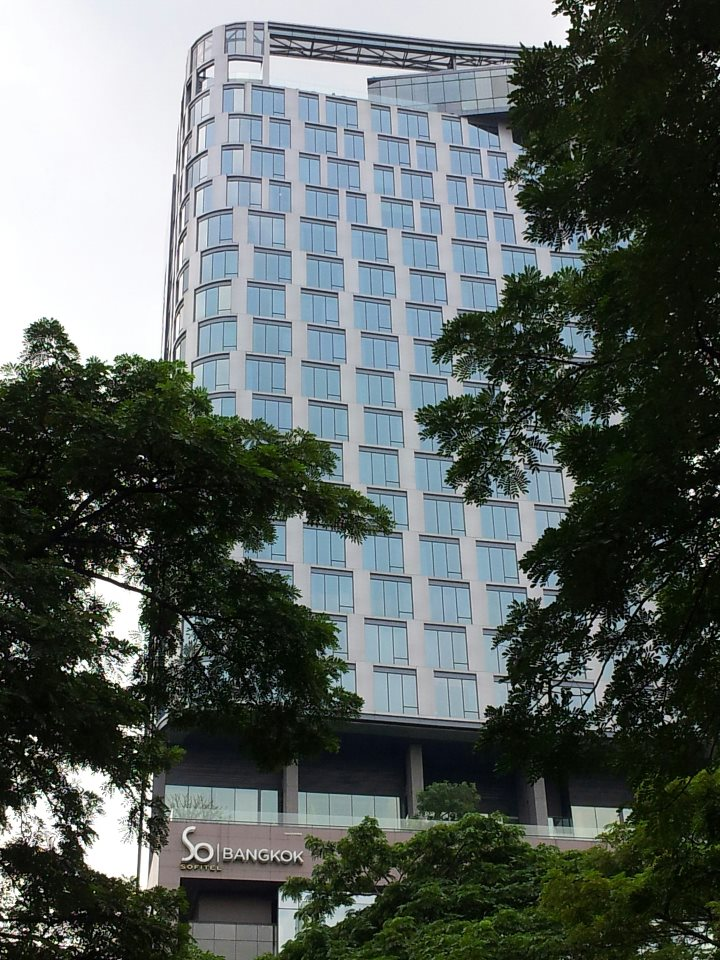
Sofitel в Бангкоке
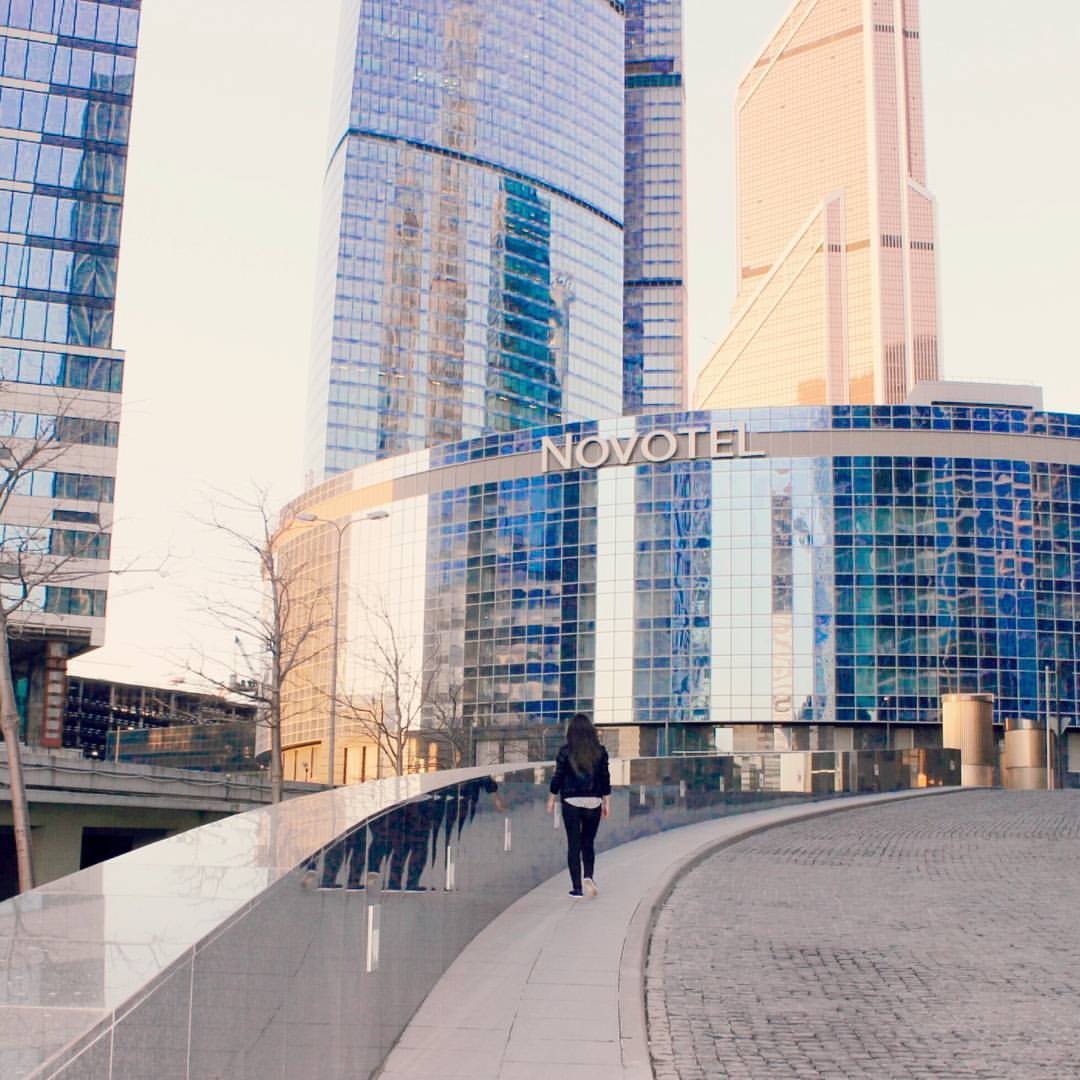
Novotel Moscow City
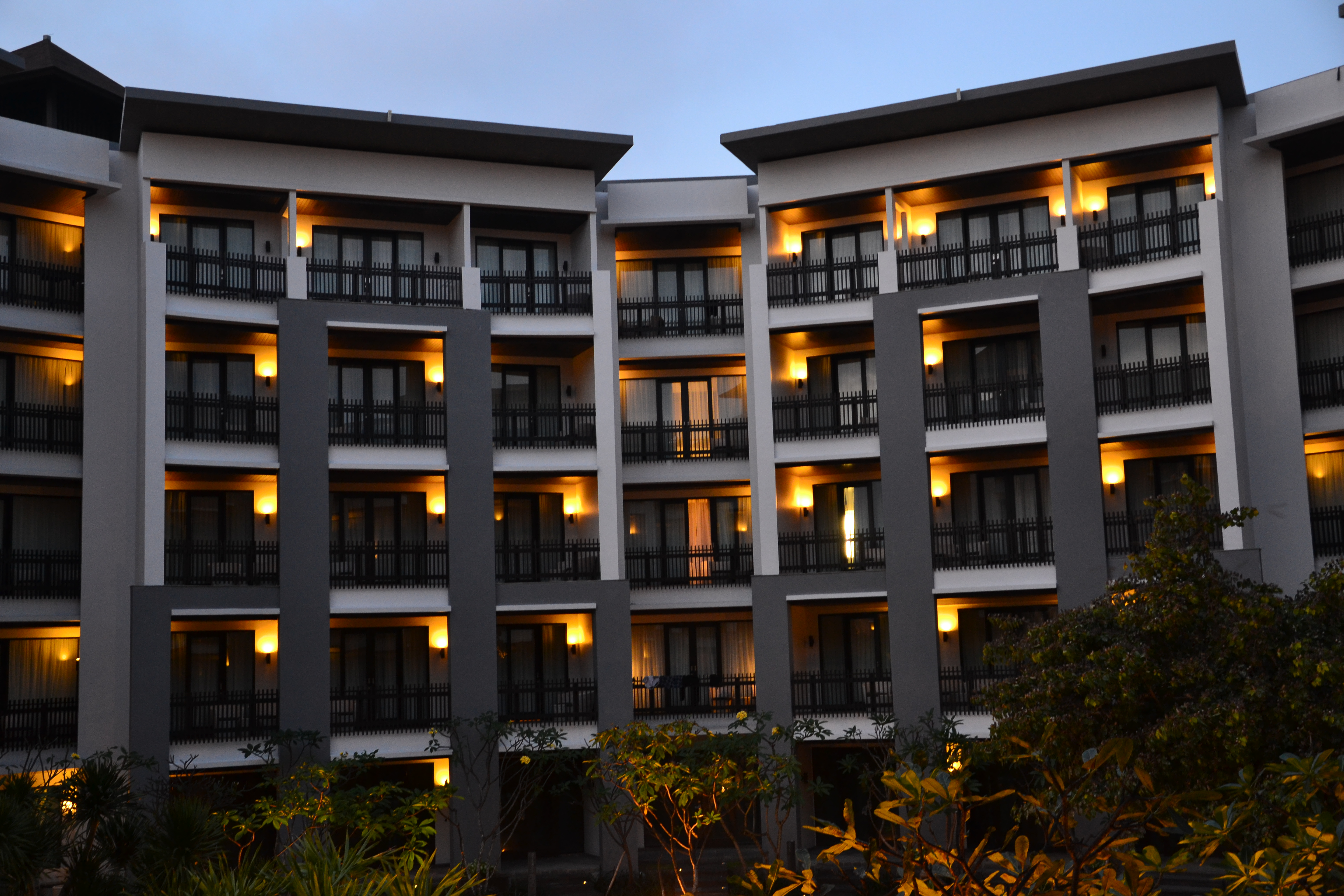
Отель Pullman на Бали
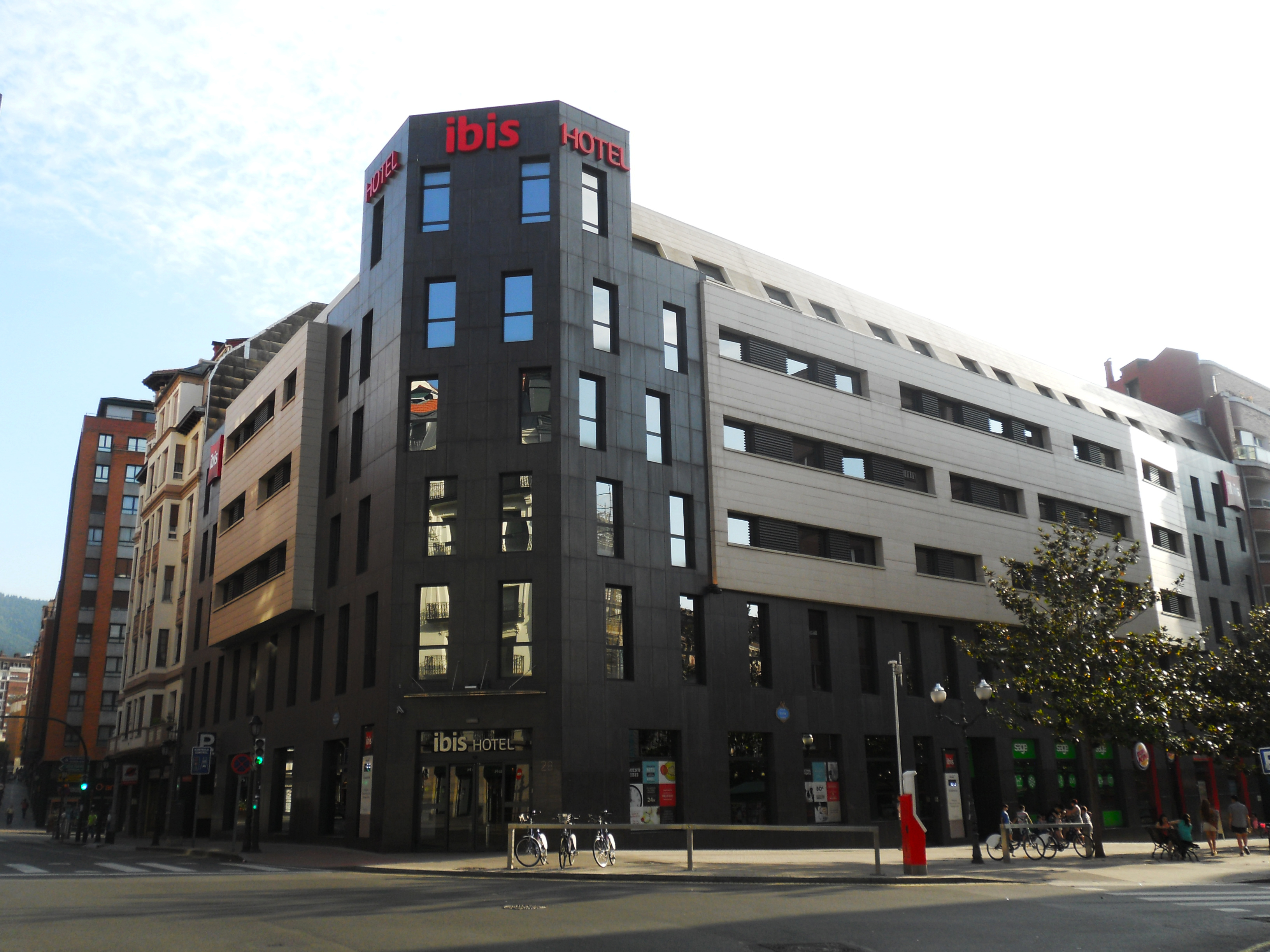
Отель ibis Bilbao Centro в Испании